# Sapekhburto K'lubi Dila Gori 2012-2013
Questa voce raccoglie le informazioni riguardanti il Sapekhburto K'lubi Dila Gori nelle competizioni ufficiali della stagione 2012-2013.

## Stagione
Nella stagione 2012-2013 il Dila Gori ha disputato la Umaglesi Liga, massima serie del campionato georgiano di calcio, terminando il torneo al secondo posto con 68 punti conquistati in 32 giornate, frutto di 22 vittorie, 2 pareggi e 8 sconfitte. Grazie a questo piazzamento si è qualificato per il secondo turno preliminare della UEFA Europa League 2013-2014. In Sakartvelos tasi è sceso in campo dal secondo turno, raggiungendo i quarti di finale dove è stato eliminato dal Chikhura Sachkhere. In UEFA Europa League 2012-2013 è sceso in campo a partire dal secondo turno preliminare: dopo aver eliminato i danesi dell'Aarhus ha raggiunto il terzo turno preliminare dove ha affrontato e sconfitto i ciprioti dell'Anorthosis. Infine, nella fase play-off ha affrontato i portoghesi del Marítimo, venendo eliminato dalla competizione.

## Rosa
| N. |                    | Ruolo | Calciatore            |
| -- | ------------------ | ----- | --------------------- |
| 1  | Georgia (bandiera) | P     | Zurab Mamaladze       |
| 3  | Georgia (bandiera) | D     | Lasha Salukvadze      |
| 3  | Georgia (bandiera) | D     | Aleksandre K'vakhadze |
| 5  | Georgia (bandiera) | C     | Zurab Arziani         |
| 6  | Georgia (bandiera) | C     | Irakli Maisuradze     |
| 7  | Georgia (bandiera) | D     | Kakhaber Aladashvili  |
| 8  | Georgia (bandiera) | A     | Bachana Arabuli       |
| 9  | Russia (bandiera)  | C     | Mikhаil Gorelishvili  |
| 10 | Georgia (bandiera) | A     | Giorgi Iluridze       |
| 11 | Georgia (bandiera) | C     | Giorgi Kakhelishvili  |
| 12 | Georgia (bandiera) | C     | Gogita Gogua          |
| 14 | Georgia (bandiera) | C     | Giorgi Aburjania      |
| 15 | Georgia (bandiera) | A     | Irakli Modebadze      |
| 16 | Georgia (bandiera) | D     | Dato Kvirkvelia       |
| 17 | Georgia (bandiera) | C     | Roman Goginashvili    |
| 19 | Georgia (bandiera) | D     | Ilia Lomidze          |
| 20 | Brasile (bandiera) | A     | Nathan Júnior         |
| 23 | Georgia (bandiera) | D     | Nikoloz Jishkariani   |
| 24 | Georgia (bandiera) | D     | Valter Khorguashvili  |
| 27 | Georgia (bandiera) | C     | Giga Bechvaia         |

| N. |                    | Ruolo | Calciatore            |
| -- | ------------------ | ----- | --------------------- |
| 32 | Georgia (bandiera) | P     | Beka Shekriladze      |
| 33 | Georgia (bandiera) | D     | Gulverd Tomashvili    |
| 44 | Georgia (bandiera) | C     | Nikoloz Sadaghashvili |
| 55 | Georgia (bandiera) | C     | Giorgi Mamuchishvili  |
| 57 | Georgia (bandiera) | C     | Valeri Katsitadze     |
| 77 | Georgia (bandiera) | A     | Lasha Gvalia          |
| 80 | Brasile (bandiera) | A     | Leonardo Ramos        |
| 88 | Camerun (bandiera) | C     | Robert Lobe           |
| 99 | Georgia (bandiera) | D     | Lasha Totadze         |
|    | Croazia (bandiera) | P     | Marin Skender         |
|    | Georgia (bandiera) | D     | Shota Kashia          |
|    | Georgia (bandiera) | D     | Giorgi Oniani         |
|    | Georgia (bandiera) | D     | Giorgi Shashiashvili  |
|    | Georgia (bandiera) | C     | Roman Akhalkatsi      |
|    | Georgia (bandiera) | C     | Aleksandre Guruli     |
|    | Georgia (bandiera) | C     | Irak'li K'limiashvili |
|    | Georgia (bandiera) | C     | Gocha Khojava         |
|    | Georgia (bandiera) | C     | Nodar Nozadze         |
|    | Georgia (bandiera) | A     | Beka Gotsiridze       |
|    | Georgia (bandiera) | A     | Mate Vatsadze         |

## Risultati

### UEFA Europa League

#### Secondo turno preliminare
| Arbitro: | Boško Jovanetić |

|         |           |                              |
| Kure 3’ | Marcatori | 34’ Vatsadze 84’ Aladashvili |

| Arbitro: | Stephen Studer |

|                                     |           |                    |
| Vatsadze 62’, 83’ Shashiashvili 74’ | Marcatori | 34’ (aut.) Skender |

#### Terzo turno preliminare
| Arbitro: | Ken Henry Johnsen |

|  |           |           |
|  | Marcatori | 69’ Okkas |

| Arbitro: | Mihaly Fabian |

|  |           |                                  |
|  | Marcatori | 54’, 80’ Vatsadze 78’ Salukvadze |

#### Play-off
| Arbitro: | Libor Kovařik |

|             |           |  |
| Fidélis 65’ | Marcatori |  |

| Arbitro: | Anastassios Kakos |

|  |           |                              |
|  | Marcatori | 42’ Héldon 90+3’ Danilo Dias |

## Statistiche

### Statistiche di squadra
| Competizione       | Punti | In casa | In casa | In casa | In casa | In casa | In casa | In trasferta | In trasferta | In trasferta | In trasferta | In trasferta | In trasferta | Totale | Totale | Totale | Totale | Totale | Totale | DR  |
| Competizione       | Punti | G       | V       | N       | P       | Gf      | Gs      | G            | V            | N            | P            | Gf           | Gs           | G      | V      | N      | P      | Gf     | Gs     | DR  |
| ------------------ | ----- | ------- | ------- | ------- | ------- | ------- | ------- | ------------ | ------------ | ------------ | ------------ | ------------ | ------------ | ------ | ------ | ------ | ------ | ------ | ------ | --- |
| Umaglesi Liga      | 68    | 16      | 10      | 0       | 6       | 31      | 13      | 16           | 12           | 2            | 2            | 29           | 13           | 32     | 22     | 2      | 8      | 60     | 26     | +34 |
| Sakartvelos tasi   | -     | 2       | 1       | 0       | 1       | 6       | 3       | 2            | 1            | 0            | 1            | 4            | 2            | 4      | 2      | 0      | 2      | 10     | 5      | +5  |
| UEFA Europa League | -     | 3       | 1       | 0       | 2       | 3       | 4       | 3            | 2            | 0            | 1            | 5            | 2            | 6      | 3      | 0      | 3      | 8      | 6      | +2  |
| Totale             | -     | 21      | 12      | 0       | 9       | 40      | 20      | 21           | 15           | 2            | 4            | 38           | 17           | 42     | 27     | 2      | 13     | 78     | 37     | +41 |